# Sicula Leonzio 2016-2017
Questa voce raccoglie le informazioni riguardanti la Società Sportiva Dilettantistica Sicula Leonzio nelle competizioni ufficiali della stagione 2016-2017.

## Rosa
| N. |                   | Ruolo | Calciatore          |
| -- | ----------------- | ----- | ------------------- |
|    | Italia (bandiera) | P     | Emanuele Polverino  |
|    | Italia (bandiera) | P     | Antonio Cascione    |
|    | Italia (bandiera) | P     | Christian Biondi    |
|    | Italia (bandiera) | D     | Salvatore Scoppetta |
|    | Italia (bandiera) | D     | Gabriele Cacciola   |
|    | Italia (bandiera) | D     | Simone Milizia      |
|    | Italia (bandiera) | D     | Pierluigi Ferrara   |
|    | Italia (bandiera) | D     | Pasquale Porcaro    |
|    | Italia (bandiera) | D     | Paolo Lomasto       |
|    | Italia (bandiera) | D     | Francesco Cerra     |
|    | Italia (bandiera) | D     | Domenico Patti      |
|    | Italia (bandiera) | D     | Antonio Orefice     |
|    | Italia (bandiera) | C     | Andrea Gaudio       |
|    | Italia (bandiera) | C     | Antonino Mangiola   |

| N. |                   | Ruolo | Calciatore             |
| -- | ----------------- | ----- | ---------------------- |
|    | Italia (bandiera) | C     | Fabio Calabrese        |
|    | Italia (bandiera) | C     | Edoardo Catinali       |
|    | Italia (bandiera) | C     | Roberto Marino         |
|    | Italia (bandiera) | C     | Roberto Assenzio       |
|    | Italia (bandiera) | C     | Oscar Eugenio Lorefice |
|    | Italia (bandiera) | C     | Damiano Lia            |
|    | Italia (bandiera) | A     | Alessandro Randis      |
|    | Italia (bandiera) | A     | Mattia Gallon          |
|    | Italia (bandiera) | A     | Andrea D'Amico         |
|    | Italia (bandiera) | A     | Giuseppe Sibilli       |
|    | Italia (bandiera) | A     | Giuseppe Savanarola    |
|    | Italia (bandiera) | A     | Alessandro Riela       |
|    | Italia (bandiera) | A     | Giovanni Ricciardo     |
|    | Italia (bandiera) | A     | Luciano Rabbeni        |

## Risultati

### Serie D

#### Poule scudetto
| Arbitro: | Clerico (Torino) |

|                            |           |  |
| Savanarola 14’ Sibilli 55’ | Marcatori |  |

| Arbitro: | Bitonti (Bologna) |

|               |           |                |
| Partipilo 56’ | Marcatori | 20’ Savanarola |

| Arbitro: | Rossetti (Ancona) |

|  |           |            |
|  | Marcatori | 52’ Perini |